# 莊裕安
莊裕安（1959年2月17日—），生於臺北縣蘆洲，畢業於中國醫藥大學醫學系。曾獲得第十一屆吳魯芹散文獎。
莊裕安散文作品有《為亡靈彈奏》（1996年）等。